# Edificio de la Jefatura de bomberos de Brooklyn
El edificio conocido como antigua Jefatura de bomberos de Brooklyn, es un inmueble histórico situado en el barrio de Brooklyn, Nueva York. Diseñado por Frank Freeman y construido en 1892 para albergar la sede del Departamento de Bomberos de Brooklyn, sirvió de parque de bomberos hasta la década de 1970 para posteriormente ser rehabilitado para uso residencial. El edificio, descrito como «una de las mejores y más impactantes composiciones arquitectónicas», fue incluido en la lista de lugares de interés de la ciudad en 1966 y en el Registro Nacional de Lugares Históricos en 1972.

## Historia
En 1890, el Departamento de Bomberos de Brooklyn comenzó a proyectar la construcción de un edificio para albergar su Jefatura que tuviera una alta torre de vigilancia. Con este fin se adquirió una parcela en la calle Jay junto al parque de la Compañía Engine 17 por 15 000 dólares. En este punto se produjo una disputa en la elección del arquitecto en el seno de la comisión encargada de su selección. Por un lado, el responsable del servicio de bomberos, el Comisionado John Ennis, se decantaba por un protegido del líder local del Partido Demócrata Hugh McLaughlin, el arquitecto Rudolph Daus. Mientras que el responsable de obras de la ciudad, John P. Adams, prefería la firma Thayer & Wallace. Finalmente, se optó por un nombre consensuado, Frank Freeman, uno de los máximos exponentes del estilo románico richardsoniano, que recientemente había finalizado el edificio de la Asociación Thomas Jefferson para los demócratas del condado de Kings y que ha sido descrito como «el más grande arquitecto de Brooklyn» por Norval White.

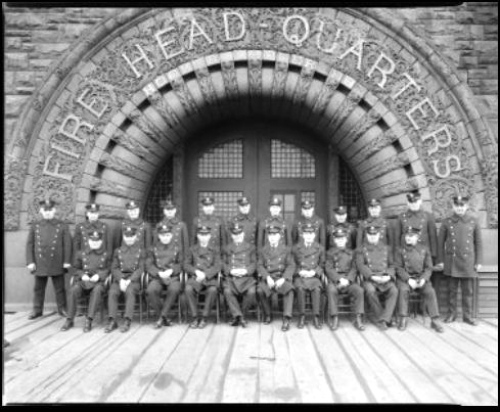
Detalle del arco de la entrada principal en el que posan las unidades Rescue 2 y Searchlight 2, 1929.

El nuevo parque de bomberos, con un coste de 150 000 dólares, se finalizó en 1892; sin embargo, el Departamento no lo ocupó hasta marzo de 1894. Originalmente, se diseñó para albergar la Jefatura del Departamento de Bomberos de Brooklyn, pero solo sirvió a este propósito durante seis años al integrarse este en el Departamento de Bomberos de Nueva York en 1898, cuando la ciudad de Brooklyn pasó a ser un barrio del Área Metropolitana de Nueva York, con lo que el edificio se convirtió en «simplemente, el parque de bomberos más espléndido de cualquier barrio del Área Metropolitana de Nueva York».
El inmueble permaneció como parque de bomberos del NYFD hasta la década de 1970, sirviendo de hogar a varias unidades, incluyendo las compañías Ladder 110 y 118, Engine 207, y desde 1947 hasta 1971, el Batallón 31. En la década de 1930, también albergó al Searchlight 2, una unidad que empleaba vehículos Packard modificados para transportar reflectores, en una época en la que los vehículos de bomberos aún no contaban con sus propios medios de iluminación.
La Compañía Rescue 2 es una de las unidades de élite del NYFD. Esta unidad de rescate fue creada en 1926 para ayudar al resto de unidades gracias a su equipamiento específico y entrenamiento especial. Su misión es el salvamento de personas de edificios incendiados y «rescatar a los rescatadores». Esta unidad ocupó el parque de bomberos de la calle Jay en 1929, y permanieció allí hasta 1946, momento en el que fue trasladada al parque de la avenida Carlton.

En la siguiente tabla desplegable se listan las unidades de bomberos que han ocupado el parque con sus nombres originales ordenados por la fecha de primera ocupación.
| Unidad               | Periodo                                                                    |
| -------------------- | -------------------------------------------------------------------------- |
| Division 6           | De enero de 1898 a enero de 1906                                           |
| Ladder 118           | De junio de 1901 a octubre de 1929                                         |
| Searchlight Engine 3 | De junio de 1901 a julio de 1903                                           |
| Water Tower 6        | De julio de 1903 a agosto de 1936 De diciembre de 1936 a mayo de 1936      |
| Division 10          | De abril de 1906 a enero de 1930 De enero de 1951 a abril de 1951          |
| Searchlight 2        | De septiembre de 1922 a junio de 1928 De octubre de 1929 a febrero de 1925 |
| Rescue 2             | De octubre de 1929 a mayo de 1946                                          |
| Ambulance 2          | De enero de 1938 a junio de 1949                                           |
| Engine 207           | De mayo de 1946 a diciembre de 1971                                        |
| Ladder 110           | De junio de 1949 a junio de 1972                                           |
| Batallion 31         | De mayo de 1946 a abril de 1972                                            |

En 1966, fue designado como punto de interés de la ciudad de Nueva York, y en 1972 se incluyó en la lista de edificios históricos en el Registro Nacional de Lugares Históricos. Después de que el NYFD se trasladara a otro inmueble, fue alquilado durante un tiempo a la Universidad Politécnica de Nueva York.
En 1987, la Junta de Valoraciones propuso la reconversión del edificio, en aquel momento desocupado, en dieciocho apartamentos para personas con rentas bajas y de la tercera edad dentro de un proyecto denominado Metrotech que encontró una notable resistencia desde diversos sectores. Finalmente, en 1989 se rehabilitó para realojar a inquilinos desplazados por el citado proyecto.
En la década de 1990, la organización benéfica Black United Fund se hizo cargo del edificio hasta que en 2005 regresó a manos de la ciudad, haciéndose cargo el Departamento de Preservación y Desarrollo de Viviendas. Sin embargo, el deterioro continuó y, en 2006, el New York Times dijo de él que tenía un «aire rancio, descuidado» y que estaba necesitado de mantenimiento con partes de su tejado completamente destruidas. 
Actualmente, continua bajo la responsabilidad de la administración local, y fue rehabilitado para mantener su uso resiendencial con un presupuesto de 400 000 dólares por el estudio Nomad Architecture, con un proyecto que comenzó en la primavera de 2011 y finalizó con el su reinauguración en 2015.

## Descripción

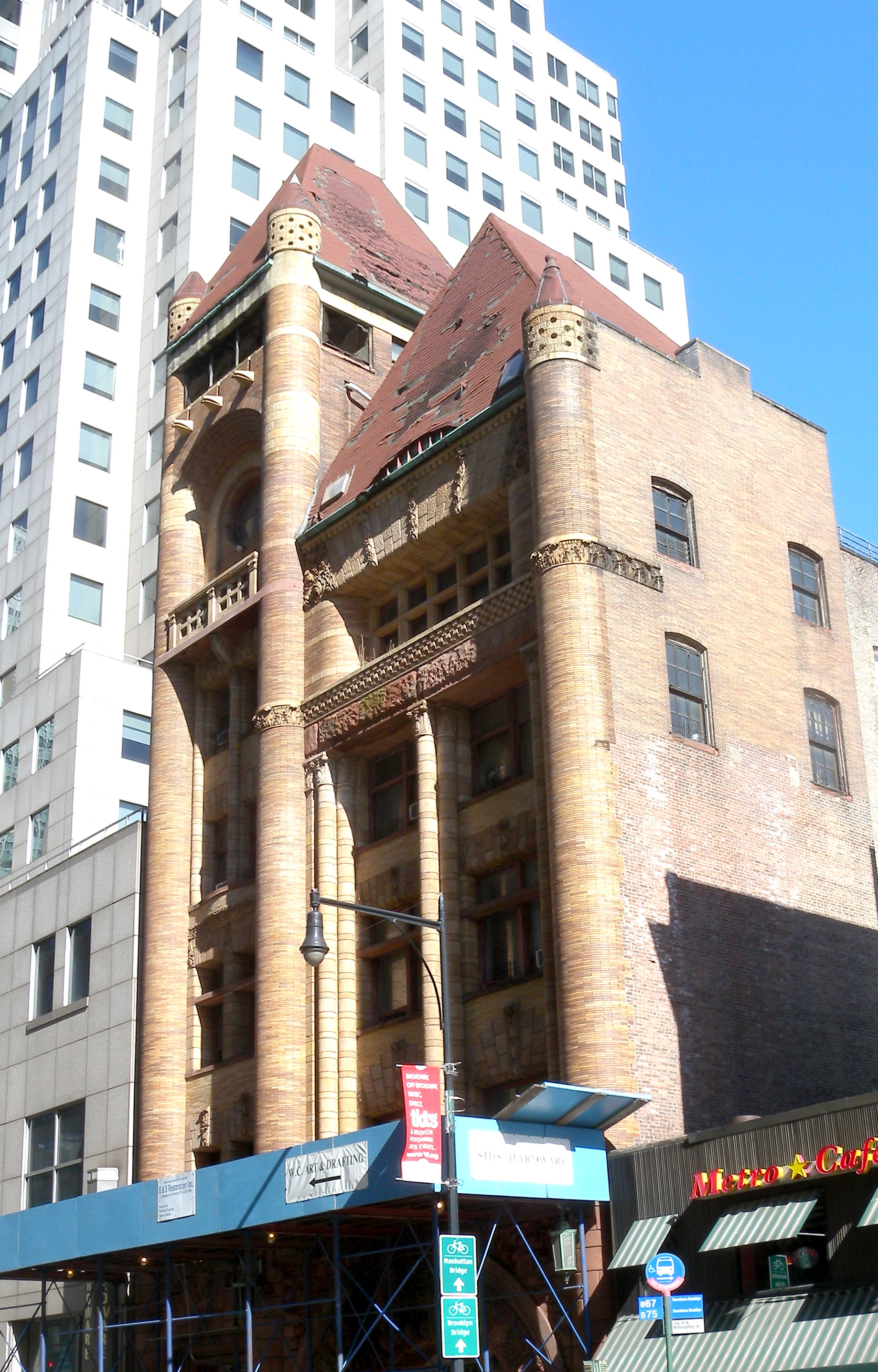
El edificio en 2010

El edificio ha recibido grandes elogios de la crítica. El informe de la Comisión para la Preservación de Puntos de Interés para su desiganación lo describió como «una de las mejores y más sorprendentes composiciones arquitectónicas de Nueva York» y «uno de los mejores edificios de Brooklyn». El crítico de arquitectura Francis Morrone lo describió como «simplemente, el parque de bomberos más espléndido de cualquier barrio del Área Metropolitana de Nueva York» y la AIA Guide to New York City describe el edificio como «un edificio sobre el que escribir a casa», cuyo «exuberante y vigoroso» diseño es considerado como una obra maestra del estilo románico richardsoniano.
El edificio está construido de granito con acabados de arenisca roja, ladrillo y terracota, mientras que el tejado piramidal está cubierto con tejas rojas y adornos de cobre. El esquema de color general ha sido descrito como «a la vez sutil e ingenioso».
El inmueble cuenta con un sótano, cinco plantas construidas y una torre contigua de siete plantas destinada en su origen a vigilancia que «se elevan ciento veintiséis pies desde la acera, y su fachada en la calle Jay se extiende cincuenta pies». En la fachada se observan tres hileras verticales de ventanas agrupadas en dos espacios. A la derecha se agrupan dos de las hileras sobre «uno de los arcos más audaces y más melifluamente tallado» en Brooklyn con el letrero “FIRE HEAD QUARTERS” (hoy desaparecido), que servía de entrada a las cocheras. A la izquierda, una torre culminada por una cubierta piramidal de tejas se eleva por encima del resto del edificio que tiene su propio arco en la parte superior. Los dos volúmenes quedan delimitados por unas torretas de distintas alturas que a la vez confieren unidad al conjunto.
En su diseño original, la puerta principal situada a la izquierda del acceso a las cocheras, contaba con hojas de roble que daban acceso al vestíbulo que contaba con un ascensor con puertas de hierro forjado que facilitaba el acceso a las plantas superiores y que tenía su maquinaria en el sótano. En la misma planta a nivel de calle, las cocheras contaban con espacio para vehículos de motor y establos para los caballos que aún se empleaban en la época. En la primera planta se encontraban los despachos del Comisionado y del resto de jefes y las oficinas equipadas con lo necesario para las labores administrativas. Archivos y almacenes de suministros ocupaban la segunda planta, aunque también existía una sala de arrestos para aquellos bomberos que habían infringido alguna norma antes de que el caso fuera resuelto por el Comisionado. La tercera planta estaba destinada a la formación de los bomberos, fundamentalmente de los recién incorporados, mientras que el cuarto piso se dedicó por entero al sistema de alarma telegráfica, con sus kilómetros de cable de cobre extendidos a lo largo de Brooklyn. Todas las plantas, salvo la de acceso, tenían acabados en maderas nobles, principalmente roble antiguo.